# Mount Fox (Königin-Alexandra-Kette)
Mount Fox ist ein antarktischer Berg mit einer Höhe von 2820 m, der sich etwa 1,6 Kilometer südwestlich des Mount F. L. Smith in der Königin-Alexandra-Kette befindet. 
Er wurde während der Nimrod-Expedition (1907–1909) unter der Leitung des britischen Polarforschers Ernest Shackleton entdeckt und nach Agnes Susan Fox (1857–1913) benannt, einer privaten Geldgeberin zur Unterstützung der Expedition.